# Ана Политковска
Ана Степановна Политковска (рус. Анна Степановна Политковская; Њујорк, 30. август 1958 — Москва, 7. октобар 2006) је била руска новинарка и активисткиња за људска права. Позната је по противљењу рату у Чеченији и руском председнику Путину.

## Биографија
Политковска се прославила извештавањем из Чеченије, где су многи новинари и хуманитарни радници отимани и убијани. Касније је отрована на путу ка Беслану, али се опоравила и наставила са извештавањем. Написала је неколико књига о ратовима у Чеченији и о Русији под Путиновом влашћу и освојила неколико престижних међународних награда за свој рад.
Убијена је у лифту своје зграде, 7. октобра 2006, на рођендан Владимира Путина, којег је Александар Литвињенко јавно оптужио за убиство. Литвињенко је, недуго потом, умро од тровања радиоактивним полонијумом.
Према Владимиру Путину и јавном тужиоцу Јурију Чајки, убиство Политковске је могло бити организовано од спољних фактора који би желели подривање руске државе.
До сада је ухапшено више од десет особа у склопу истраге. Међутим, још увек није објављено ниједно име могућих организатора убиства.